# Dirceu Arcoverde
Dirceu Arcoverde is een gemeente in de Braziliaanse deelstaat Piauí. De gemeente telt 6.996 inwoners (schatting 2009).